# Olympische Winterspiele 2006/Biathlon – Staffel (Frauen)
Das 4 × 6-km-Staffelrennen der Frauen im Biathlon bei den Olympischen Winterspielen 2006 fand am 23. Februar 2006 um 12:00 Uhr im Centro Olimpico di Biathlon in Cesana Torinese. Es gingen insgesamt 18 Staffeln à 4 Athletinnen an den Start. Somit nahmen insgesamt 72 Athletinnen teil.
Gold ging an die russische Staffel mit Anna Bogali, Swetlana Ischmuratowa, Olga Saizewa und Albina Achatowa. Silber gewann die deutsche Staffel, und Bronze sicherte sich die französische Mannschaft.

## Ergebnisse
| Rang | Land Athletin                                                                      | Zeit                                                        | Strafrunden + Nachlader                  | Differenz (min) |
| ---- | ---------------------------------------------------------------------------------- | ----------------------------------------------------------- | ---------------------------------------- | --------------- |
| 1    | Russland Anna Bogali Swetlana Ischmuratowa Olga Saizewa Albina Achatowa            | 1:16:12,5 h 19:06,3 min 18:56,2 min 19:06,8 min 19:03,2 min | 0+1 0+1 0+0 0+1 0+1 0+0 0+0 0+0          | –               |
| 2    | Deutschland Martina Glagow Andrea Henkel Katrin Apel Kati Wilhelm                  | 1:17:03,2 h 19:18,8 min 19:15,9 min 19:45,5 min 18:43,0 min | 0+3 1+5 0+1 0+2 0+2 0+0 0+0 1+3 0+0 0+0  | +0:50,7 min     |
| 3    | Frankreich Delphyne Peretto Florence Baverel-Robert Sylvie Becaert Sandrine Bailly | 1:18:38,7 h 20:46,5 min 19:02,6 min 19:50,2 min 18:59,4 min | 0+6 0+2 0+2 0+1 0+1 0+0 0+1 0+1 0+2 0+0  | +2:26,2 min     |
| 4    | Belarus Jekaterina Winogradowa Wolha Nasarawa Ljudmila Ananka Alena Subrylawa      | 1:19:19,6 h 19:33,0 min 19:45,8 min 19:53,9 min 20:06,9 min | 0+5 0+3 0+2 0+0 0+2 0+2 0+0 0+1 0+1 0+0  | +3:07,1 min     |
| 5    | Norwegen Tora Berger Liv Grete Poirée Gunn Margit Andreassen Linda Tjørhom         | 1:19:34,4 h 20:28,1 min 18:43,2 min 20:32,0 min 19:51,1 min | 1+6 0+7 1+3 0+1 0+1 0+1 0+0 0+3 0+2 0+2  | +3:21,9 min     |
| 6    | Slowenien Teja Gregorin Andreja Mali Dijana Grudiček Tadeja Brankovič              | 1:19:55,7 h 19:45,2 min 20:09,8 min 19:44,5 min 20:16,2 min | 0+5 1+6 0+0 0+0 0+0 0+1 0+2 0+2 0+3 1+3  | +3:43,2 min     |
| 7    | Polen Krystyna Pałka Magdalena Gwizdoń Katarzyna Ponikwia Magdalena Grzywa         | 1:20:29,3 h 20:11,1 min 19:39,3 min 20:15,5 min 20:23,4 min | 0+4 0+4 0+2 0+1 0+1 0+2 0+1 0+1 0+0 0+0  | +4:16,8 min     |
| 8    | Bulgarien Pawlina Filipowa Radka Popowa Irina Nikultschina Ekaterina Dafowska      | 1:20:38,7 h 19:17,7 min 20:43,1 min 20:27,2 min 20:10,7 min | 0+5 3+9 0+0 0+0 0+0 1+3 0+3 1+3 0+2 1+3  | +4:26,2 min     |
| 9    | China Kong Yingchao Sun Ribo Yin Qiao Liu Xianying                                 | 1:21:43,7 h 19:51,1 min 20:41,5 min 20:55,3 min 20:15,8 min | 0+5 2+8 0+0 0+0 0+2 1+3 0+1 1+3 0+2 0+2  | +5:31,2 min     |
| 10   | Slowakei Anna Murínová Marcela Pavkovčeková Martina Halinárová Soňa Mihoková       | 1:21:55,5 h 21:09,2 min 20:12,2 min 20:35,4 min 19:58,7 min | 0+2 0+8 0+0 0+2 0+0 0+3 0+0 0+1 0+2 0+2  | +5:43,0 min     |
| 11   | Ukraine Oksana Chwostenko Olena Petrowa Nina Lemesch Lilija Jefremowa              | 1:21:55,5 h 20:14,2 min 19:36,7 min 21:37,5 min 20:27,1 min | 3+7 0+7 0+0 0+0 0+1 0+1 2+3 0+3 1+3 0+3  | +5:43,0 min     |
| 12   | Italien Michela Ponza Saskia Santer Nathalie Santer Barbara Ertl                   | 1:22:42,7 h 19:22,7 min 20:38,3 min 22:01,1 min 20:40,6 min | 0+4 3+5 0+1 0+0 0+2 0+2 0+0 3+3 0+1 0+0  | +6:30,2 min     |
| 13   | Tschechien Kateřina Holubcová Lenka Faltusová Magda Rezlerová Zdeňka Vejnarová     | 1:24:14,8 h 20:47,3 min 20:34,8 min 21:23,6 min 21:29,1 min | 0+5 1+7 0+1 0+0 0+0 0+1 0+3 0+3 0+1 1+3  | +8:02,3 min     |
| 14   | Rumänien Dana Elena Plotogea Éva Tófalvi Mihaela Purdea Alexandra Rusu             | 1:25:13,3 h 21:26,7 min 19:38,1 min 22:09,8 min 21:58,7 min | 1+8 2+10 0+3 0+3 0+0 0+3 0+2 2+3 1+3 0+1 | +9:00,8 min     |
| 15   | Vereinigte Staaten Rachel Steer Tracy Barnes Lanny Barnes Carolyn Treacy           | 1:25:20,3 h 20:31,1 min 22:07,0 min 21:21,7 min 21:20,5 min | 0+5 0+6 0+1 0+3 0+2 0+0 0+1 0+1 0+1 0+2  | +9:07,8 min     |
| 16   | Japan Tomomi Ōtaka Kanae Meguro Tamami Tanaka Ikuyo Tsukidate                      | 1:26:09,0 h 23:21,2 min 19:58,5 min 21:21,3 min 21:28,0 min | 0+5 4+9 0+2 2+3 0+2 0+0 0+1 1+3 0+0 1+3  | +9:56,5 min     |
| 17   | Kanada Zina Kocher Sandra Keith Martine Albert Marie-Pierre Parent                 | 1:26:09,7 h 20:24,3 min 21:32,8 min 21:25,2 min 22:47,4 min | 0+1 1+9 0+0 0+1 0+0 0+3 0+0 0+2 0+1 1+3  | +9:57,2 min     |
| 18   | Lettland Madara Līduma Andžela Brice Linda Savļaka Gerda Krūmiņa                   | 1:26:21,3 h 19:35,8 min 20:57,9 min 22:07,3 min 23:40,3 min | 0+5 2+6 0+1 0+2 0+0 0+1 0+1 0+0 0+3 2+3  | +10:08,8 min    |